# Sundance Film Festival/Großer Preis der Jury – Bester Dokumentarfilm

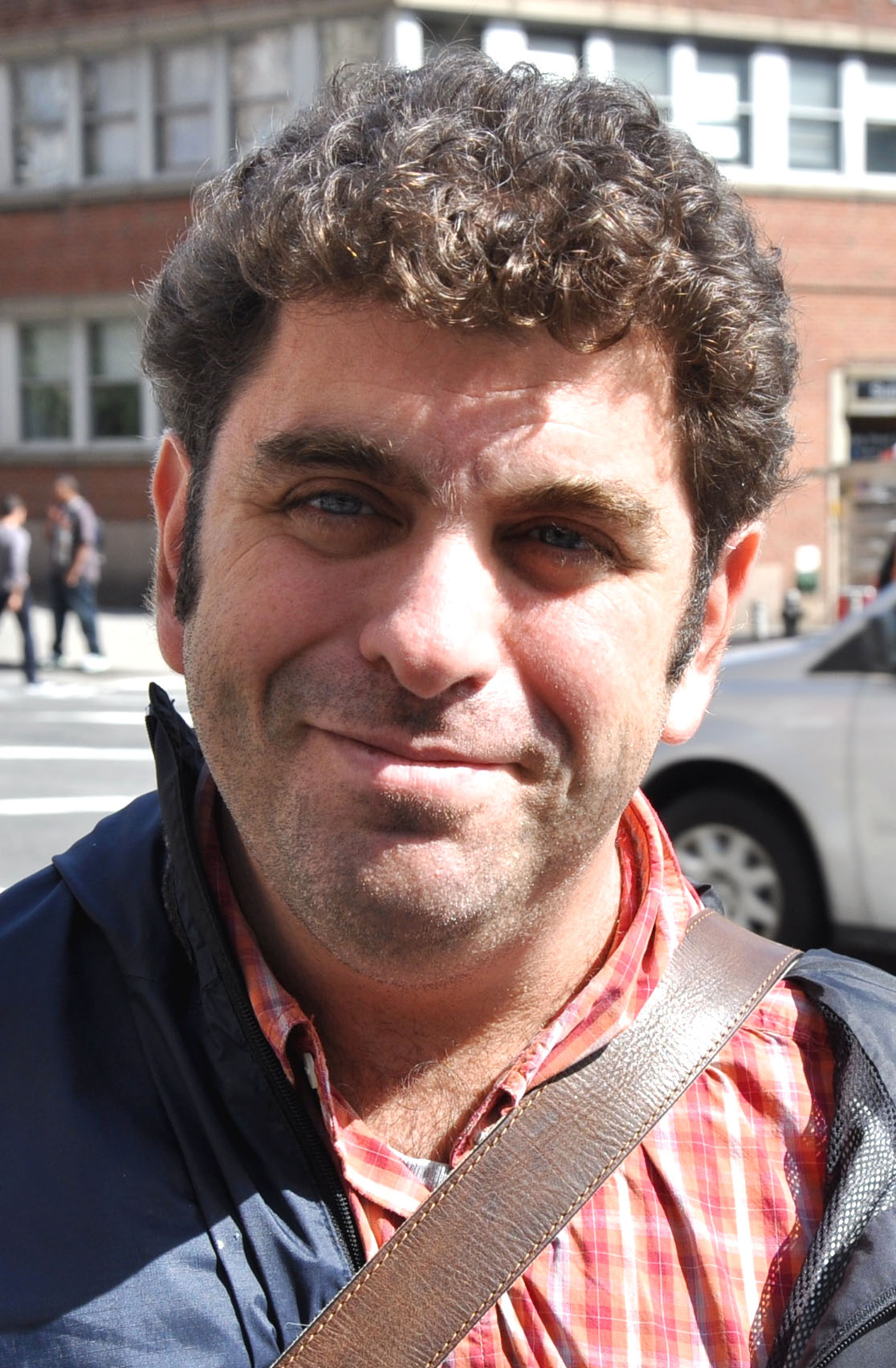
Eugene Jarecki

Mit dem Großen Preis der Jury (Grand Jury Prize: Documentary) wird beim jährlich veranstalteten Sundance Film Festival der beste US-amerikanische Dokumentarfilm (inklusive Koproduktionen) im Wettbewerb prämiert. Damit gilt dieser als wichtigste Auszeichnung des Filmfestivals, neben dem Großen Preis der Jury für Spielfilme.
Der Preis wird seit der ersten Auflage des Filmfestivals im Jahr 1984 vergeben. Über die Vergabe entscheidet eine jährlich wechselnde, fünf Mitglieder zählende Jury, die i. d. R. überwiegend aus US-amerikanischen Filmschaffenden besteht. Bisher konnten nur die beiden Dokumentarfilmer Ondi Timoner (2004 und 2009) und Eugene Jarecki (2005 und 2012) den Preis mehr als einmal gewinnen.
| Jahr | Preisträger                                               | Deutscher Titel                                         | Regie                                 |
| 1984 | Style Wars                                                | nicht bekannt                                           | Tony Silver                           |
| 1985 | Seventeen                                                 | nicht bekannt                                           | Joel DeMott Jeff Kreines              |
| 1986 | Private Conversations                                     | nicht bekannt                                           | Christian Blackwood                   |
| 1987 | Sherman’s March                                           | Shermans Feldzug                                        | Ross McElwee                          |
| 1988 | Beirut: The Last Home Movie                               | Beirut: Der letzte Privatfilm                           | Jennifer Fox                          |
| 1989 | For All Mankind                                           | For All Mankind – Ein großer Schritt für die Menschheit | Al Reinert                            |
| 1990 | H-2 Worker                                                | nicht bekannt                                           | Stephanie Black                       |
| 1990 | Water and Power                                           | Water and Power                                         | Pat O’Neill                           |
| 1991 | American Dream                                            | American Dream                                          | Barbara Kopple                        |
| 1991 | Paris Is Burning                                          | Paris brennt                                            | Jennie Livingston                     |
| 1992 | A Brief History of Time                                   | Eine kurze Geschichte der Zeit                          | Errol Morris                          |
| 1992 | Finding Christa                                           | nicht bekannt                                           | Camille Billops James Hatch           |
| 1993 | Silverlake Life: The View from Here                       | Silverlake – A View From Here                           | Peter Friedman Tom Joslin             |
| 1994 | Freedom on My Mind                                        | Freedom on My Mind                                      | Connie Field Marilyn Mulford          |
| 1995 | Crumb                                                     | Crumb                                                   | Terry Zwigoff                         |
| 1996 | The American Experience / Troublesome Creek: A Midwestern | Troublesome Creek – Ein Western der anderen Art         | Jeanne Jordan Steven Ascher           |
| 1997 | Girls Like Us                                             | nicht bekannt                                           | Jane C. Wagner Tina DiFeliciantonio   |
| 1998 | The Farm: Angola, USA                                     | Die Farm                                                | Jonathan Stack Liz Garbus             |
| 1998 | Frat House                                                | nicht bekannt                                           | Andrew Gurland Todd Phillips          |
| 1999 | American Movie                                            | nicht bekannt                                           | Chris Smith                           |
| 2000 | Long Night’s Journey Into Day                             | Long Night’s Journey Into Day                           | Deborah Hoffman Frances Reid          |
| 2001 | Southern Comfort                                          | Southern Comfort                                        | Kate Davis                            |
| 2002 | Daughter from Danang                                      | Wiedersehen in Vietnam – Auf den Spuren einer Kindheit  | Gail Dolgin Vicente Franco            |
| 2003 | Capturing the Friedmans                                   | Capturing the Friedmans                                 | Andrew Jarecki                        |
| 2004 | DIG!                                                      | Dig!                                                    | Ondi Timoner                          |
| 2005 | Why We Fight                                              | Why We Fight                                            | Eugene Jarecki                        |
| 2006 | God Grew Tired of Us                                      | nicht bekannt                                           | Christopher Quinn                     |
| 2007 | Manda Bala (Send a Bullet)                                | Manda Bala – Send a Bullet                              | Jason Kohn                            |
| 2008 | Trouble the Water                                         | Trouble the Water                                       | Carl Deal Tia Lessin                  |
| 2009 | We Live in Public                                         | nicht bekannt                                           | Ondi Timoner                          |
| 2010 | Restrepo                                                  | Restrepo                                                | Tim Hetherington Sebastian Junger     |
| 2011 | How to Die in Oregon                                      | nicht bekannt                                           | Peter Richardson                      |
| 2012 | The House I Live In                                       | Drogen: Amerikas längster Krieg                         | Eugene Jarecki                        |
| 2013 | Blood Brother                                             | nicht bekannt                                           | Steve Hoover                          |
| 2014 | Rich Hill                                                 | nicht bekannt                                           | Tracy Droz Tragos Andrew Droz Palermo |
| 2015 | The Wolfpack                                              | The Wolfpack                                            | Crystal Moselle                       |
| 2016 | Weiner                                                    | nicht bekannt                                           | Elyse Steinberg Josh Kriegman         |
| 2017 | Dina                                                      | nicht bekannt                                           | Dan Sickles Antonio Santini           |
| 2018 | Kailash                                                   | nicht bekannt                                           | Derek Doneen                          |
| 2019 | One Child Nation                                          | nicht bekannt                                           | Nanfu Wang Jialing Zhang              |
| 2020 | Boys State                                                | nicht bekannt                                           | Jesse Moss Amanda McBaine             |